# Hamborn
Hamborn är en stadsdel i den kreisfri staden Duisburg i Nordrhein-Westfalen, vid Emschers inflöde i Rhen.
Hamborn blev under 1900-talet en snabbt uppblomstrande industristad, som bestod av flera sammanväxta stadsdelar och övergår söderut i Duisburg. I staden fanns flera hamnanläggningar vid Rhen och en betydande metallindustri, främst järn- och stål- men även zink-, bly-, koppar- och mässingsindustri. 1929 hade staden 131.724 innevånare när den gick samman med Duisburg, Huckingen, Mündelheim och Rahm i den nya staden Duisburg-Hamborn. Duisburg-Hamborn ändrade 1935 namn till enbart Duisburg.